# Banna Peak
Der Banna Peak ist ein 2420 m hoher Berg im Australischen Antarktis-Territorium. In der Britannia Range des Transantarktischen Gebirges ragt er am nordwestlichen Ende des Gebirgskamms Banna Ridge auf.
Teilnehmer der von der neuseeländischen University of Waikato zwischen 1978 und 1979 unternommenen Antarktisexpedition benannten ihn nach „Banna“, der altrömischen Bezeichnung für einen Ort im antiken Britannien.